# Gregory Hammond Olsen
Gregory Hammond Olsen (Brooklyn, New York, 1945. április 20.–) amerikai villamosmérnök, vállalkozó, űrturista. Teljes neve Gregory Hammond "Greg" Olsen.

## Életpálya
1966-ban New Jersey Fairleigh Dickinson University-n villamosmérnöki diplomát szerzett. Ugyanitt 1968-ban elektronikából doktorált (Ph.D.). 1971-ben 12 szabadalommal rendelkezett.  1971-1972 között Dél-Afrikában meghívott tudós.  1972-1983 között az RCA laboratóriumban dolgozott. 1984-ben megalapította vállalkozását, az EPITAXX Inc.-t, ami saját fejlesztésű száloptikai eszközöket és speciális érzékenységű kamerákat (közeli infravörös [NIR] és a rövidhullámú infravörös [SWIR]) gyárt. 1991-óta az Unlimited Inc. igazgatóságának elnöke.
2006. július 6-tól részesült űrhajóskiképzésben. Jurij Gagarin Űrhajós Kiképző Központban részesült kiképzésben, sikeres vizsgák után megkezdhette szolgálatát. Egy űrszolgálata alatt összesen 9 napot, 21 órát és 15 percet töltött a világűrben. Űrhajós pályafutását 2005. október 11-én fejezte be.

## Űrrepülések
Szojuz TMA–7 űrturista, a 3. magánszemély, aki saját költségeinek (20 millió dollár) terhére engedélyt kapott az űrállomáson történő tevékenységre. Távközlési és a csillagászat kísérleteket végzett. Egy űrszolgálata alatt összesen 9 napot, 21 órát és 15 percet töltött a világűrben. Leszálláskor a Szojuz TMA–6 fedélzetén tért vissza bázisára.